# Harold Anthony Perera
Harold Anthony Perera (Bopitiya, 9 de junho de 1951) é um clérigo católico romano do Sri Lanka e bispo da Diocese de Kurunegala.

## Biografia
Perera nasceu em Bopitiya, Arquidiocese de Colombo, em uma família católica. Estudou em sua terra natal e em Roma, obtendo a licenciatura em Teologia no Angelicum. O Arcebispo de Colombo, Nicolau Marcus Fernando, o ordenou sacerdote em 5 de julho de 1980.
Após a ordenação, foi vice-pároco, pároco e ecônomo no Seminário Maior Nacional de Kandy, Procurador-Geral, Administrador do Santuário de Santo Antônio, diretor diocesano das Pontifícias Obras Missionárias. Na época de sua nomeação, era Diretor de Filosofia no Seminário Maior Nacional.
João Paulo II o nomeou Bispo de Ratnapura em 29 de janeiro de 2003. O secretário adjunto da Congregação para a Evangelização dos Povos, Arcebispo Albert Malcolm Ranjith Patabendige Don, o ordenou bispo em 18 de março do mesmo ano, na Catedral de Santa Lúcia, Colombo; os co-consagradores foram Oswald Thomas Colman Gomis, Arcebispo de Colombo, e Thomas Savundaranayagam, Bispo de Jaffna.
Foi nomeado bispo de Galle em 15 de fevereiro de 2005 e empossado em 8 de março do mesmo ano. A diocese de Galle foi a mais afetada pelo tsunami de dezembro de 2004, e assim Bispo Perera precisou auxiliar as vítimas do desastre. Posteriormente, em 6 de julho de 2006, o Papa o nomeou Administrador Apostólico da diocese de Ratnapura durante a sé vacante.
Papa Bento XVI nomeou-o Bispo de Kurunegala em 14 de maio de 2009.
Anteriormente, foi presidente da Comissão Nacional para Justiça, Paz e Desenvolvimento Humano da Conferência Episcopal Católica do Sri Lanka. Desde 2022, é o presidente da Conferência.